# Grafschaft Évreux
Die Grafschaft Évreux umfasst den alten pagus ebroicinus (heute Évrecin genannt). Seine Hauptstadt war Évreux, die wichtigsten Burgen Tillières-sur-Avre und L’Aigle. Der Graf von Évreux verteidigte die Grenze der Normandie im Süden in Richtung der Grafschaft Le Perche, der Herrschaft Bellême und der Grafschaft Chartres.
Der erste Graf – und gleichzeitig Erzbischof von Rouen war Robert, ein Sohn des Richard I. von Normandie. Die Grafschaft ging durch Erbschaft an die Grafschaft Montfort-l’Amaury über und wurde nach der Enteignung der Montforts am 22. Mai 1200 durch den Vertrag von Le Goulet in die Domaine royal übernommen. König Philipp IV. gab die Grafschaft 1298 seinem Bruder Ludwig als Paragium.
1316 und erneut 1427 wurde die Grafschaft Évreux zur Pairie erhoben.

## Grafen von Évreux

### Rolloniden
- 989–1037: Robert, außerehelicher Sohn von Richard I., Jarl der Normannen
- 1037–1067: Richard, dessen Sohn
- 1067–1118: Wilhelm, dessen Sohn

### Haus Montfort
- Amalrich III., Graf von Évreux ab 1118, Sohn von Simon I. von Montfort und der Agnes von Évreux, Tochter Richards.
- Amalrich IV. († 1140), Sohn Amaurys III.
- Simon III. der Kahle († 1181), dessen Bruder
- Amalrich V. († 1182), dessen Sohn
- Amalrich VI. († vor 1213), dessen Sohn

1195 wurde Évreux von König Philipp II. erobert und nach dem Vertrag von Le Goulet 1200 mit der Krondomäne vereint.

### Haus Frankreich-Évreux
Die Grafschaft war von 1200 bis 1298 Bestandteil der französischen Krondomäne; 1298 gab König Philipp IV. sie seinem Bruder Ludwig.
- 1298–1319: Ludwig
- 1319–1343: Philipp, dessen Sohn, König von Navarra 1329 (de iure uxoris)
- 1343–1378: Karl der Böse, dessen Sohn, König von Navarra 1349, wird durch König Karl V. enteignet.

Die Grafschaft wurde zu einem unbekannten Datum von König Karl VI. an Karls II. Sohn Karl III. zurückgegeben, der sie ihm 1404 gegen eine Rente von 12 Livres und den Titel eines Herzogs von Nemours als Pair von Frankreich abtrat.
Diese Vereinbarung war das Ende der Grafschaft Évreux. König Karl IX. ließ sie 1569 als Herzogtum und Pairie zugunsten seines Bruders Franz von Alençon noch einmal aufleben, ein Titel, der von Heinrich III. 1574 bestätigt wurde, mit dem Tod des Titelträgers 1584 aber endgültig erloschen zu sein scheint.

### Haus La Tour d’Auvergne
Als Entschädigung für das besetzte Herzogtum Bouillon und Fürstentum Sedan erhielten die La Tour d’Auvergne 1651 u. a. die Grafschaft Évreux
- 1651–1652: Frédéric Maurice (1605–1652), 6. Herzog von Bouillon, 5. Fürst von Sedan, 1651 Duc d’Albret et de Château-Thierry, Comte d’Auvergne, d’Évreux et de Beaumont-le-Roger
- 1652–1721: Godefroy Maurice (1636–1721), 1652 2. Duc d’Albret et de Château-Thierry, Comte d’Auvergne, d’Évreux et de Beaumont-le-Roger, 1665 Pair de France, 1678 7. Duc de Bouillon
- 1721–1730: Emmanuel Théodose (1668–1730) 1696 8. Herzog von Bouillon, 1721 3. Duc d’Albret et de Château-Thierry, Comte d’Auvergne, d’Évreux et de Beaumont-le-Roger, Pair de France
  - Henri Louis de La Tour d’Auvergne (1674–1753) genannt le Comte d’Évreux
- 1730–1771: Charles Godefroy (1706–1771), 9. Herzog von Bouillon, 4. Duc d’Albret et de Château-Thierry, Pair de France etc.
- 1771–1791: Godefroi Charles Henri (1728–1792), bis 1791 10. Herzog von Bouillon, 5. Duc d’Albret et de Château-Thierry, Pair de France

## Titel der orléanistischen Prätendenten
- Michel d’Orléans, Sohn von Henri d’Orléans, der sich Graf von Paris (comte de Paris) nannte, bekam von seinem Vater am 10. Dezember 1976 den Titel comte d’Évreux und hat ihn seitdem auch durchgängig benutzt.